# Попков Сергій Єгорович
Сергі́й Єго́рович Попко́в (нар. 12 липня 1957, Дніпропетровськ, СРСР) — радянський та український офіцер внутрішніх військ, генерал-лейтенант, командуючий ВВ МВС України (2001–2005), перший заступник міністра внутрішніх справ України (2010–2011). Повний кавалер ордена «За заслуги», кавалер ордена Данила Галицького. Державний службовець III рангу.

## Життєпис
Сергій Попков народився у Дніпропетровську. У 1978 році закінчив Саратівське вище військове командне училище МВС СРСР. Протягом 1978–1987 років проходив службу на посадах командира взводу, командира роти, начальника штабу батальйону Управління внутрішніх військ МВС СРСР по УРСР та МРСР.
У 1980 році одружився з Тихоновою Оленою Анатоліївною, донька видатного військового - полковника Тихонова Анатолія Васильйовича. Мають сина Попкова Анатолія Сергійовича та доньку Попкову Анастасію Сергіївну.
У 1990 році отримав диплом Військової академії імені Фрунзе у Москві. Протягом 1990–1992 років обіймав посади командира батальйону та заступника командира полку дивізії внутрішніх військ МВС СРСР по Північному Заходу та Прибалтиці. З 1992 по 1994 рік — заступник командира полку Головного управління внутрішніх військ та конвойної охорони МВС України. Згодом протягом шести років служив на посадах начальника штабу та командира військової частини внутрішніх військ.
У 2000 році очолив управління Центрального ТрК внутрішніх військ МВС України, командиром якого був протягом року, допоки не отримав призначення на посаду начальника Головного управління — командуючого внутрішніх військ. У серпні 2001 року отримав звання генерал-майора міліції, а два роки потому — генерал-лейтенанта. З листопада 2004 року суміщав посаду з обо'язками заступника Міністра внутрішніх справ України Миколи Білоконя. Під час Помаранчевої революції став відомим завдяки тому, що віддав наказ привести до повної бойової готовності військові частини ВВ МВС України. Лише завдяки втручанню деяких офіцерів МВС та СБУ високого рангу вдалося уникнути кровопролиття. У лютому 2005 року, після успіху революції, Попкова було звільнено з посади командуючого внутрішніх військ.
У січні 2007 року, під час прем'єрства Віктора Януковича, Сергія Попкова було призначено на посаду начальника Головного штабу — заступника Міністра внутрішніх справ України Василя Цушка. Втім, вже у грудні того ж року його було звільнено.
З 17 березня 2010 року по 5 грудня 2011 року виконував функції першого заступника Міністра внутрішніх справ України (спочатку — Анатолія Могильова, а з листопада 2011 року — Віталія Захарченка). У серпні 2010 року в порядку переатестації отримав спеціальне звання генерал-лейтенанта міліції. Після звільнення обіймав посаду заступника керівника міжвідомчого координаційного штабу з питань безпеки та правоохоронної діяльності під час Євро-2012. Звільнений з посади 19 квітня 2012 року.
Був членом Партії регіонів. Займав посаду заступника голови центральної контрольної комісії політсили.

## Нагороди
- Орден «За заслуги» I ст. (20 серпня 2010) — за особливі заслуги у захисті державного суверенітету та територіальної цілісності України, охорону конституційних прав і свобод людини, мужність і самовідданість, виявлені під час виконання військового і службового обов'язку, та з нагоди 19-ї річниці незалежності України[8]
- Орден «За заслуги» II ст. (23 березня 2000) — за особисті заслуги у зміцненні законності і правопорядку, зразкове виконання військового і службового обов'язку, високий професіоналізм[9]
- Орден «За заслуги» III ст. (25 березня 1997) — за особисту мужність і професіоналізм, виявлені при виконанні військового та службового обов'язку, заслуги в охороні громадського порядку, боротьбі зі злочинністю[10]
- Орден Данила Галицького (24 березня 2004) — за вагомий особистий внесок у зміцнення законності та правопорядку, зразкове виконання військового і службового обов'язку та з нагоди Дня внутрішніх військ МВС України[11]
- Медаль «Захиснику Вітчизни»
- Медаль «70 років Збройних Сил СРСР»
- Медаль «За бездоганну службу» I ступеня (СРСР)
- Медаль «За бездоганну службу» II ступеня (СРСР)
- Медаль «За бездоганну службу» III ступеня (СРСР)